# Primera División de Reunión
La Primera División de Reunión, oficialmente Réunion Régionale 1 es la máxima división de fútbol de Reunión, territorio de ultramar francés. Fue fundada en 1950 y es organizada por la Ligue de Football de la Réunion.

## Formato
El campeonato tiene un sistema de puntos de 4-2-1, como todos los torneos amateur franceses (exceptuando el Championnat National). En la pirámide divisional de Francia, este torneo se encuentra en la DH (Division d'Honneur) (6.º nivel).
El equipo campeón obtiene la clasificación a la Liga de Campeones de la CAF, mientras los dos últimos clasificados descienden a la Segunda División.

## Equipos temporada 2020

### Primera División

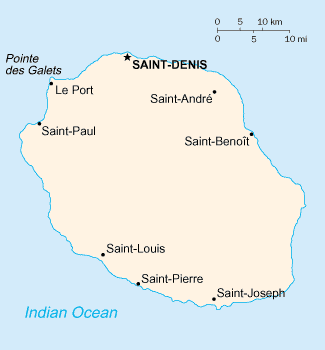
Reunión.

| Pos. | Equipo               | Ciudad            |
| ---- | -------------------- | ----------------- |
| 1    | JS Saint-Pierroise   | Saint-Pierre      |
| 2    | US Sainte-Marienne   | Sainte-Marie      |
| 3    | CS Saint-Denis       | Saint-Denis       |
| 4    | AS Excelsior         | Saint-Joseph      |
| 5    | La Tamponnaise       | Le Tampon         |
| 6    | SS Jeanne d'Arc      | Le Port           |
| 7    | Trois Bassins FC     | Les Trois-Bassins |
| 8    | AS Capricorne        | Saint-Pierre      |
| 9    | Saint-Pauloise FC    | Saint-Paul        |
| 10   | AF Saint-Louisien    | Saint-Louis       |
| 11   | Saint Denis École FA | Saint-Denis       |
| 12   | AS Marsouins         | Saint-Leu         |
| 13   | AS Bretagne          |                   |
| 14   | JS Piton Saint-Leu   | Saint-Leu         |

### Otras categorías
- Segunda División (14 clubes)
- Segunda División Departamental (42 clubes)
- Tercera División Departamental (53 clubes)

## Palmarés
| Temporada | Campeón              | Subcampeón             |
| --------- | -------------------- | ---------------------- |
| 1950      | SS Patriote          | -                      |
| 1951      | SS Patriote          | -                      |
| 1952      | SS Jeanne d'Arc      | -                      |
| 1953      | SS Patriote          | -                      |
| 1954      | SS Patriote          | -                      |
| 1955      | SS Patriote          | -                      |
| 1956      | JS Saint-Pierroise   | SS Patriote            |
| 1957      | JS Saint-Pierroise   | FC Bourbon             |
| 1958      | SS Saint-Louisienne  | SS Jeanne d'Arc        |
| 1959      | JS Saint-Pierroise   | SS Charles de Foucauld |
| 1960      | JS Saint-Pierroise   | SS Jeanne d'Arc        |
| 1961      | JS Saint-Pierroise   | FC Bourbon             |
| 1962      | SS Patriote          | JS Saint-Pierroise     |
| 1963      | SS Saint-Louisienne  | JS Saint-Pierroise     |
| 1964      | SS Saint-Louisienne  | JS Saint-Pierroise     |
| 1965      | SS Saint-Louisienne  | US Stade Tamponnaise   |
| 1966      | SS Saint-Louisienne  | US Stade Tamponnaise   |
| 1967      | SS Saint-Louisienne  | SS Patriote            |
| 1968      | SS Saint-Louisienne  | SS Jeanne d'Arc        |
| 1969      | SS Saint-Louisienne  | SS Jeanne d'Arc        |
| 1970      | SS Saint-Louisienne  | AS Excelsior           |
| 1971      | JS Saint-Pierroise   | SS Saint-Louisienne    |
| 1972      | JS Saint-Pierroise   | SS Patriote            |
| 1973      | JS Saint-Pierroise   | AS Excelsior           |
| 1974      | AS Excelsior         | JS Saint-Pierroise     |
| 1975      | JS Saint-Pierroise   | AS Excelsior           |
| 1976      | JS Saint-Pierroise   | FC Ouest               |
| 1977      | FC Ouest             | AS Excelsior           |
| 1978      | JS Saint-Pierroise   | CS Saint-Denis         |
| 1979      | Saint-Pauloise FC    | US Bénédictine         |
| 1980      | CS Saint-Denis       | Saint-Pauloise FC      |
| 1981      | Saint-Pauloise FC    | US Bénédictine         |
| 1982      | SS Saint-Louisienne  | CS Saint-Denis         |
| 1983      | Saint-Pauloise FC    | FC Ouest               |
| 1984      | CS Saint-Denis       | Saint-Pauloise FC      |
| 1985      | Saint-Pauloise FC    | JS Saint-Pierroise     |
| 1986      | Saint-Pauloise FC    | CS Saint Denis         |
| 1987      | CS Saint-Denis       | Saint-Pauloise FC      |
| 1988      | SS Saint-Louisienne  | US Stade Tamponnaise   |
| 1989      | JS Saint-Pierroise   | CS Saint Denis         |
| 1990      | JS Saint-Pierroise   | US Stade Tamponnaise   |
| 1991      | US Stade Tamponnaise | CS Saint Denis         |
| 1992      | US Stade Tamponnaise | CS Saint Denis         |
| 1993      | JS Saint-Pierroise   | CS Saint Denis         |
| 1994      | JS Saint-Pierroise   | US Stade Tamponnaise   |
| 1995      | CS Saint-Denis       | US Stade Tamponnaise   |
| 1996      | CS Saint-Denis       | JS Saint-Pierroise     |
| 1997      | SS Saint-Louisienne  | US Stade Tamponnaise   |
| 1998      | SS Saint-Louisienne  | US Stade Tamponnaise   |
| 1999      | US Stade Tamponnaise | JS Saint-Pierroise     |
| 2000      | AS Marsouins         | US Stade Tamponnaise   |
| 2001      | SS Saint-Louisienne  | JS Saint-Pierroise     |
| 2002      | SS Saint-Louisienne  | US Stade Tamponnaise   |
| 2003      | US Stade Tamponnaise | SS Saint-Louisienne    |
| 2004      | US Stade Tamponnaise | AS Excelsior           |
| 2005      | US Stade Tamponnaise | AS Excelsior           |
| 2006      | US Stade Tamponnaise | JS Saint-Pierroise     |
| 2007      | US Stade Tamponnaise | AS Excelsior           |
| 2008      | JS Saint-Pierroise   | US Stade Tamponnaise   |
| 2009      | US Stade Tamponnaise | AS Excelsior           |
| 2010      | US Stade Tamponnaise | US Sainte-Marienne     |
| 2011      | Saint-Pauloise FC    | US Stade Tamponnaise   |
| 2012      | SS Saint-Louisienne  | US Stade Tamponnaise   |
| 2013      | US Sainte-Marienne   | Saint-Pauloise FC      |
| 2014      | Saint-Pauloise FC    | AS Excelsior           |
| 2015      | JS Saint-Pierroise   | SS Saint-Louisienne    |
| 2016-17   | JS Saint-Pierroise   | US Sainte-Marienne     |
| 2017      | JS Saint-Pierroise   | AS Excelsior           |
| 2018      | JS Saint-Pierroise   | SS Jeanne d'Arc        |
| 2019      | JS Saint-Pierroise   | US Sainte-Marienne     |
| 2020      | Abandonado           | Abandonado             |
| 2021      | La Tamponnaise       | AS Excelsior           |
| 2022      | Saint-Denis FC       | JS Saint-Pierroise     |
| 2023      | AS Excelsior         | JS Saint-Pierroise     |
| 2024      | AS Excelsior         | Saint-Pauloise FC      |

## Títulos por club
| Club                | Ciudad       | Campeón | Años Campeón |
| ------------------- | ------------ | ------- | --- |
| JS Saint-Pierroise  | Saint-Pierre | 21      | 1956, 1957, 1959, 1960, 1961, 1971, 1972, 1973, 1975, 1976, 1978, 1989, 1990, 1993, 1994, 2008, 2015, 2016-17, 2017, 2018, 2019 |
| SS Saint-Louisienne | Saint-Louis  | 16      | 1958, 1963, 1964, 1965, 1966, 1967, 1968, 1969, 1970, 1982, 1988, 1997, 1998, 2001, 2002, 2012                                  |
| La Tamponnaise      | Le Tampon    | 11      | 1991, 1992, 1999, 2003, 2004, 2005, 2006, 2007, 2009, 2010, 2021                                                                |
| Saint-Pauloise FC   | Saint-Paul   | 7       | 1979, 1981, 1983, 1985, 1986, 2011, 2014                                                                                        |
| SS Patriote         | Saint-Denis  | 6       | 1950, 1951, 1953, 1954, 1955, 1962                                                                                              |
| CS Saint-Denis      | Saint-Denis  | 5       | 1980, 1984, 1987, 1995, 1996 |
| AS Excelsior        | Saint-Joseph | 3       | 1974, 2023, 2024 |
| SS Jeanne d'Arc     | Le Port      | 1       | 1952 |
| FC Ouest            | Saint-Paul   | 1       | 1977 |
| AS Marsouins        | Saint-Leu    | 1       | 2000 |
| US Sainte-Marienne  | Sainte-Marie | 1       | 2013 |
| Saint-Denis FC      | Saint-Denis  | 1       | 2022 |

## Clasificación histórica
Actualizado el 2 de Diciembre de 2022. Tabla elaborada desde la fundación de la Liga Reunionesa de Fútbol para la temporada 1956 hasta la terminada Primera División de Reunión 2024.
Nota: Solo la temporada de 1958 fueron desconocidos
| Pos. | Equipo                   | Temp. | Puntos. | Temporada 2025   |
| ---- | ------------------------ | ----- | ------- | ---------------- |
| 1    | JS Saint-Pierroise       | 66    | 3844    | Primera División |
| 2    | SS Saint-Louisienne      | 61    | 3202    | Primera División |
| 3    | SS Jeanne d'Arc          | 57    | 2858    | Primera División |
| 4    | Saint-Denis FC           | 45    | 2608    | Primera División |
| 5    | AS Excelsior             | 41    | 2510    | Primera División |
| 6    | Saint-Pauloise FC        | 48    | 2504    | Primera División |
| 7    | La Tamponnaise           | 35    | 2434    | Primera División |
| 8    | US Bénédictine           | 39    | 1782    |                  |
| 9    | AS Marsouins             | 32    | 1677    | Primera División |
| 10   | AS Capricorne            | 28    | 1381    |                  |
| 11   | SS Patriote              | 33    | 1358    |                  |
| 12   | FC Ouest                 | 26    | 1176    |                  |
| 13   | OCSA Léopards            | 24    | 1170    |                  |
| 14   | US Sainte-Marienne       | 18    | 1106    |                  |
| 15   | US Possesion             | 17    | 881     |                  |
| 16   | AS Chaudron              | 11    | 668     |                  |
| 17   | SS Rivière Sports        | 11    | 596     |                  |
| 18   | SS Tamponnaise           | 18    | 581     |                  |
| 19   | CS Sainte Marie          | 13    | 539     |                  |
| 20   | FC Avirons               | 10    | 513     |                  |
| 21   | AS Sainte-Suzanne        | 10    | 485     |                  |
| 22   | Trois Bassins FC         | 9     | 459     | Primera División |
| 23   | US Cambuston             | 10    | 456     |                  |
| 24   | SS Dynamo                | 10    | 444     |                  |
| 25   | SS Gauloise              | 9     | 442     |                  |
| 26   | AJ Petite-Île            | 8     | 404     |                  |
| 27   | SS Sainte Rosienne       | 7     | 377     |                  |
| 28   | AF Saint-Louisien        | 7     | 330     | Primera División |
| 29   | AS Saint Philippe        | 7     | 309     |                  |
| 30   | Saint Denis École FA     | 6     | 246     |                  |
| 31   | SS Juniors Dionysiens    | 9     | 233     |                  |
| 32   | Stade Saint Pauloise     | 6     | 216     |                  |
| 33   | SS Jeunesse Musulmane    | 7     | 214     |                  |
| 34   | SS Charles Foucauld      | 7     | 207     |                  |
| 35   | JS Piton Saint-Leu       | 7     | 190     | Primera División |
| 36   | US Saint-Andréenne       | 5     | 173     |                  |
| 37   | ASC Monaco               | 4     | 156     |                  |
| 38   | FC Bourbon               | 5     | 145     |                  |
| 39   | US Sainte-Anne           | 3     | 143     |                  |
| 40   | SS Cadets St Pierroise   | 4     | 138     |                  |
| 41   | AS Possession            | 3     | 134     |                  |
| 42   | SS Royal Star            | 4     | 121     |                  |
| 43   | Racing Saint Pierre      | 3     | 112     |                  |
| 44   | AS Poussins              | 3     | 110     |                  |
| 45   | JS Sainte-Rosienne       | 2     | 103     | Primera División |
| 46   | SS Escadrille            | 3     | 102     |                  |
| 47   | ESCE Ravine Creuse       | 2     | 85      |                  |
| 48   | FC Pont Yves Lagaillarde | 2     | 83      |                  |
| 49   | ARC Bras Fusil           | 2     | 75      |                  |
| 50   | FC APEP                  | 2     | 69      |                  |
| 51   | FC Parfin                | 2     | 65      |                  |
| 52   | SS Cadets St Louis       | 2     | 60      |                  |
| 53   | RC Saint-Benoît          | 1     | 54      |                  |
| 54   | ASC Grands Bois          | 1     | 52      |                  |
| 55   | AS Bretagne              | 2     | 51      |                  |
| 56   | CO Terre-Sainte          | 1     | 50      |                  |
| 57   | RC Sainte-Suzanne        | 1     | 49      |                  |
| 58   | Ravine BC                | 1     | 48      |                  |
| 59   | JS Cressonière           | 1     | 44      |                  |
| 60   | SC Chaudron              | 1     | 44      |                  |
| 61   | SS Indépendente          | 3     | 43      |                  |
| 62   | AS Domenjod              | 1     | 41      |                  |
| 63   | SS Dominicaine           | 1     | 34      |                  |
| 64   | US Saint Joseph          | 1     | 34      |                  |
| 65   | JS Gauloise              | 1     | 29      |                  |
| 66   | SS Franco                | 1     | 20      |                  |
| 67   | ASC Makes                | 1     | 17      |                  |
| 68   | SS Faucons               | 1     | 12      |                  |
| 69   | ES Dominicaine           | 0     | 0       | Primera División |
| 70   | FC Rivière des Galets    | 0     | 0       | Primera División |